# منيرة القبيسي
منيرة القبيسي (1933- 26 ديسمبر 2022)، هي مؤسسة جماعة «القبيسيات» النسائية الإسلامية في سوريا.

## حياتها
حصلت القبيسي على درجة البكالوريوس في علم الأحياء من جامعة دمشق في الخمسينيات من القرن الماضي في عصر كانت فيه النساء المحجبات اللواتي يدرسن في الجامعات إما نادرات أو غير موجودات تمامًا. حصلت لاحقًا على درجة أخرى في الدراسات الإسلامية (الشريعة) وتعلمت العلوم (الروحانية الإسلامية) للإسلام من بعض أشهر علماء دمشق. حصلت على إجازة للتدريس وأن تكون مرشدة روحية. أسست حركتها الروحية النسائية المستقلة مع الحفاظ في الوقت نفسه على علاقات تعاونية مع كبار الزعماء الدينيين في سوريا كزعيمة روحية مسلمة في حد ذاتها.
تتلمذت على يديها الكثيرات ممن برزن في جماعة القبيسيات وكنَّ من أعمدة الجماعة أمثال: درية العيطة التي ألفت كتابها "فقه العبادات على المذهب الشافعي" واشتهرت به. بعد وفاتها، حضر العديد من الشخصيات الدينية الرئيسية في سوريا وخارجها لتقديم التعازي.